# Ендемік
Енде́мік, також енде́м (від грец. ἔνδημος — місцевий) — термін, яким у біології та біогеографії позначають таксон, представники якого мають порівняно обмежений ареал. Отже, термін «ендемічний» щодо таксона позначає поняття, за значенням протилежне «космополітичному» та «акліматизованому». Поняття «ендемічний» не є тотожним поняттю «аборигенний»: види (або інші таксони), що є аборигенними на деякій території, можуть також траплятися в інших місцях.

## Поширення

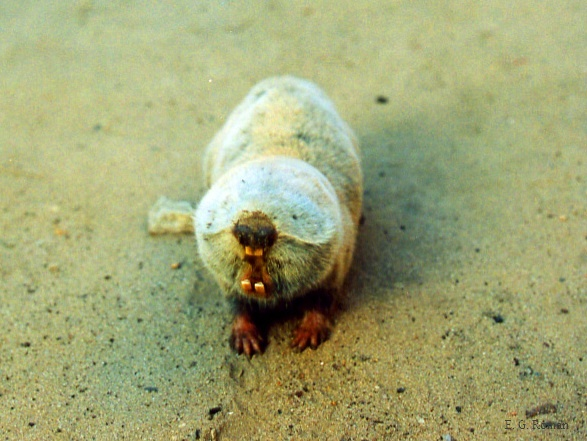
Сліпак піщаний — ендемік Олешківських пісків; площа його ареалу є найменшою серед хребетних, поширених в Європі.

Найбільша кількість ендемічних таксонів трапляється на островах, що зумовлено їхньою географічною ізоляцією. Такі архіпелаги, як Гавайські острови та Галапагоські острови мають найбільшу частку ендеміків серед видів, що їх населяють.
Ендемізм також може розвиватись і на іншим чином ізольованих територіях: таких, як прохолодні високогір'я Ефіопії (їх населяють види, що не можуть вижити в оточуючому цей район жаркому кліматі африканських низин, такі як ефіопський вовк), або озеро Байкал.
Ендемічні види, з огляду на обмежений ареал і, як наслідок, невелику чисельність, часто заносять до Червоних книг як рідкісні та зникаючі.

Таблиця з числом тварин-ендеміків, які проживають лише на території певної країни, є на вебсайті МСОП:

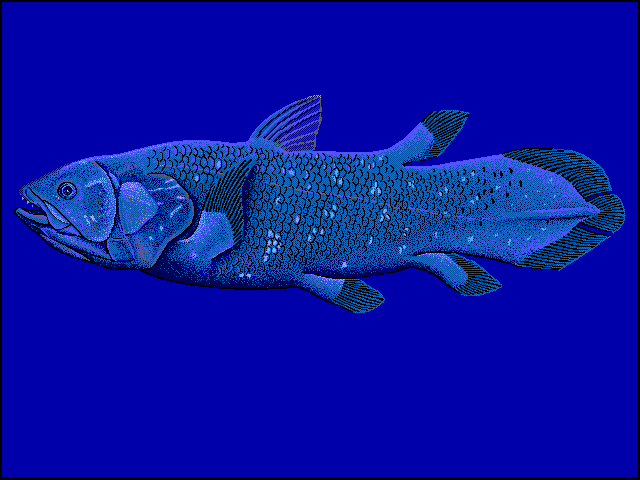
Целакант (Latimeria chalumnae) — жива викопна риба, ендемік Коморських островів та Мадагаскару.

## Стеноендеміки
Стеноендемічні види — вузьколокальні ендеміки, ареали яких не виходять за межі досліджуваної території.

## Субендеміки
Субендемічні види (умовні ендеміки) — види, що мають відносно невеликий ендемічний ареал, який виходить за межі досліджуваної території, що є центром їх походження, на суміжні ареали.

## Палеоендеміки
Палеоендеміки — представники давніх таксонів; як правило, такі, що збереглися досі завдяки ізольованості їхнього місцеперебування від прогресивніших та конкурентоздатних груп. Найяскравішими прикладами палеоендемізму є однопрохідні (Monotremata) та сумчасті (Metatheria) ссавці Австралії та прилеглих островів. В теперішній час, у зв'язку із завозом в Австралію великої кількості іноземних тварин та рослин, відбувається витіснення ендемічної фауни та флори (найпомітнішу шкоду природі Австралії завдали кролики та кози).
Палеоендеміки, що є представниками найдавніших груп, називаються «живими копалинами», і становлять найбільший інтерес з точки зору теорії еволюції. Найвідоміші «живі копалини» серед тварин — кистепера риба латимерія (Latimeria sp.) та плазун гатерія (Sphenodon punctatum), серед рослин — гінкго (Ginkgo biloba).

## Неоендеміки
До неоендеміків відносять молоді таксони, що утворились в ізольованому ареалі. До таких належать, наприклад, ендеміки Британських островів, Криму, і т. ін. Найвідоміший ендемік озера Байкал — байкальська нерпа (Pusa sibirica).